# Montargano
Montargano (Muntarianu in siciliano) è una frazione del comune di Mascali, nella Città metropolitana di Catania. Consta di poche case e circa una cinquantina di abitanti e si trova lungo la strada che collega Puntalazzo a Presa, frazione del comune di Piedimonte Etneo. La piccola chiesa ivi esistente è dedicata a San Michele Arcangelo, santo protettore dell'abitato. In onore del patrono ogni anno si tengono i suoi festeggiamenti nel messaggio di maggio e nella ricorrenza del 29 Settembre.

## Economia
L'economia si basa sulla produzione di vino, mele, nocciole, castagne e mandorle.
Altro settore economico è dato dal turismo, in quanto la cittadina offre svariati servizi ricreativi e gastronomici, con anche alcune aree adibite alla pet therapy.

## Società

### Tradizioni e folclore

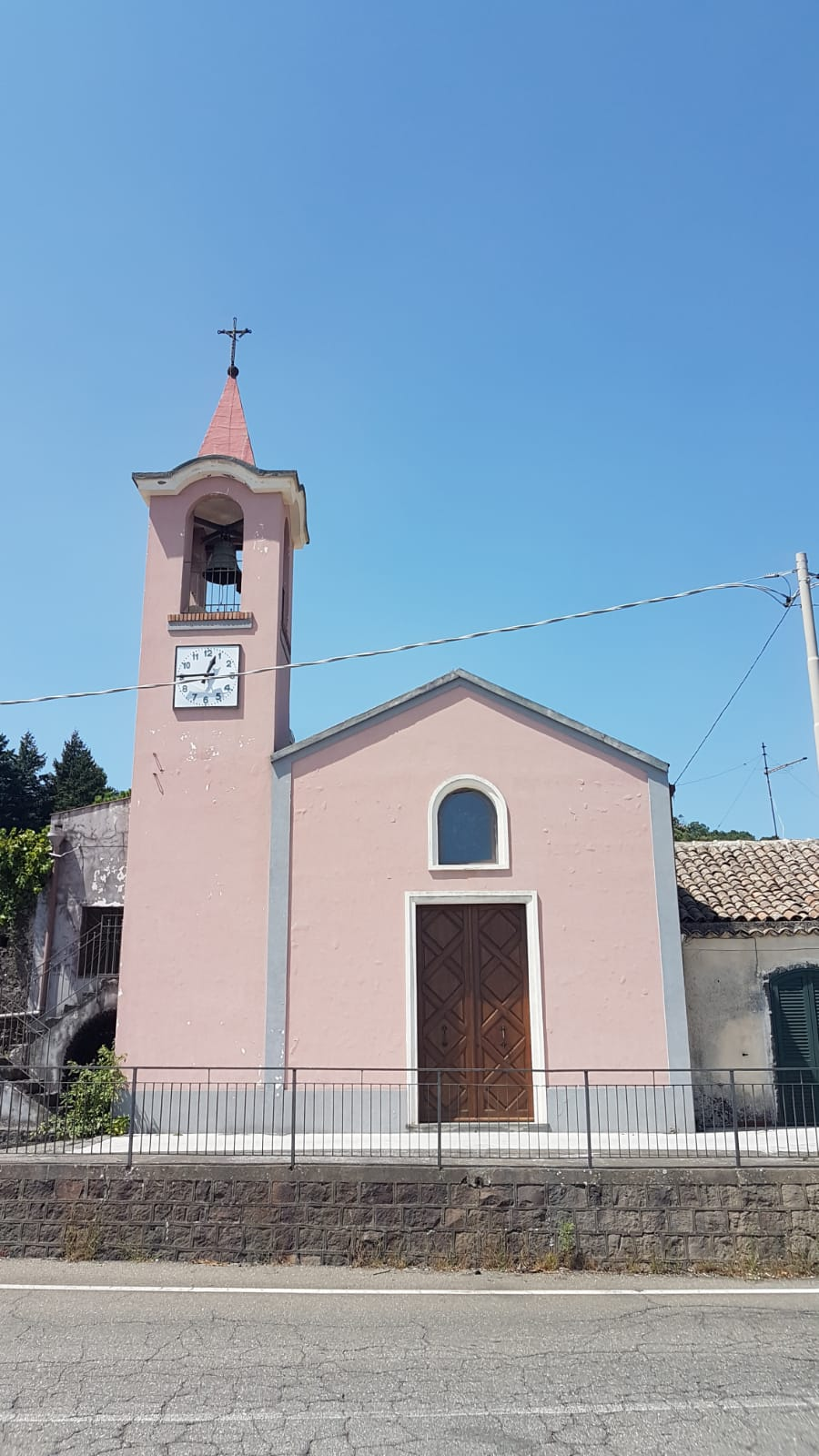
Facciata della chiesa di San Michele Arcangelo

Ogni anno, alla fine di maggio, si svolge la festa del patrono, San Michele Arcangelo. I fedeli, provenienti non solo dall'abitato, ma anche dai paesi vicini, partecipa alle varie funzioni liturgiche stilate nel programma.
La terza domenica di maggio si svolge la festa esterna, tra le funzioni liturgiche in chiesa e la banda che festosamente percorre ogni via del paese, che li accoglie offrendo loro un piccolo rinfresco. L'apice della festa avviene con la trionfale uscita, alle ore 18.00, al grido di "Viva San Michele Arcangelo!", il suono festoso delle campane e lo sparo di fuochi pirotecnici. Dopo, avviene la tradizionale "cantata" divisa in inno, preghiera e cabaletta. La processione si snoda lungo le vie del paese, scandita dal suono festoso della banda e dalle preghiere. La sera, nella piazza si svolge un momento ricreativo, con canti, degustazione e alla mezzanotte uno spettacolo pirotecnico, che conclude i festeggiamenti.